# Petr Mach (homme politique)
Petr Mach, né le 6 mai 1975 à Prague, est une personnalité politique tchèque, membre du Parti des citoyens libres.

## Biographie
Lors des élections européennes de 2014 il est élu au Parlement européen, où il siège au sein du groupe Europe de la liberté et de la démocratie directe.
En mars 2017, il affiche sa solidarité avec Marine Le Pen face à la perte de son immunité parlementaire en publiant sur sa page Facebook une capture d’écran du compte twitter de la dirigeante du Front national où elle avait mis des photos de Daesh. Mettant en cause le rôle du gouvernement français, il précise que le combat politique qui se sert de la criminalisation de l’adversaire ne lui plait pas.
Une semaine avant les élections législatives d'octobre 2017, son stand est attaqué par un inconnu. L'altercation est filmée et on voit le politicien tchèque repousser vivement son adversaire.